# Dysauxes ochrea
Dysauxes ochrea là một loài bướm đêm thuộc phân họ Arctiinae, họ Erebidae.